# Cesenatico
Cesenatico [čezenátiko] je město a přímořské letovisko v Itálii na území regionu Emilia-Romagna. Nachází se u pobřeží Jaderského moře, asi 25 km severozápadně od Rimini, 31 km jihovýchodně od Ravenny a asi 342 km severně od Říma. V březnu roku 2025 zde žilo 26 017 obyvatel. Počet obyvatel již od roku 1861, kdy jich v městě žilo 5,5 tisíc, pravidelně stoupá.
Město Cesena ve vnitrozemí, od něhož se vyvíjí název Cesenatico, chtělo na začátku 14. století postavit přístav. Stavba přístavu byla dokončena dne 10. srpna 1314.
V Cesenaticu se nachází kostel svatého apoštola Jakuba, kostel svatého Josefa, kostel svatého Mikuláše, v místní části Madonnina-Santa Teresa je kostel svaté Marie Goretti a v místní části Cannucceto je kostel svatého Aloise Gonzagy.
Celé pobřeží u Cesenatica je tvořeno plážemi, přístav se nachází až přímo ve městě na uměle vybudovaném kanálu. Obchvat města tvoří státní silnice SS16. Nachází se zde velké množství turistických zařízení, včetně aquaparku.